# Cagliari Calcio 2016-2017
Questa voce raccoglie le informazioni riguardanti il Cagliari Calcio nelle competizioni ufficiali della stagione 2016-2017.

## Stagione
Nel mercato estivo, la squadra viene rinforzata con vari innesti di esperienza. Vengono infatti prelevati il fresco campione d'Europa con il Portogallo Bruno Alves, i centrocampisti Mauricio Isla e Simone Padoin dalla Juventus e l'attaccante Marco Borriello, svincolatosi dall'Atalanta. Vengono acquistati anche il centrocampista moldavo Artur Ionita dal Verona, il terzino Luca Bittante dall'Empoli (ritornato durante la sessione invernale alla base) e, nell'ultimo giorno di mercato (dopo aver perso all'ultimo momento Mati Fernandez, in favore del Milan), Panagiotis Tachtsidis dal Torino.
Vengono ceduti Marco Fossati all'Hellas Verona, Antonio Balzano al Cesena (entrambi con la formula del prestito con obbligo di riscatto in caso di promozione in serie A), oltre ad Antonio Cinelli (termine contratto), Antonio Barreca, Andres Tello e Alberto Cerri (tutti per fine prestito). Vengono infine ceduti con la formula del prestito secco i giovani Santiago Colombatto (Trapani), Luka Krajnc (Sampdoria e, nella sessione invernale, Frosinone) e Alessandro Deiola (rientrato poi nella sessione invernale).
Il primo match ufficiale è il secondo turno di Coppa Italia, a ferragosto. Al Sant'Elia i rossoblù liquidano la SPAL con un rotondo 5-1. Ben 4 gol sono siglati da Marco Borriello. L'attaccante napoletano non scenderà in campo nel turno successivo contro la Sampdoria, dove gli isolani vengono sconfitti per 3-0 ed eliminati, ciononostante le 4 realizzazioni in soli 90 minuti gli consentono di laurearsi capocannoniere della competizione in coabitazione con Paulo Dybala e Goran Pandev (scesi però in campo per più minuti).

Il Cagliari chiude il girone d'andata al 12º posto con 23 punti (a 13 punti dal terzultimo posto), alternando buone prestazioni in casa (dove raccoglie 19 dei 23 punti conquistati), tra cui un pareggio per 2-2 contro la Roma (reti del capitano Marco Sau e Borriello) e una vittoria per 3-0 contro l'Atalanta, a sonore sconfitte (come il 4-0 patito in casa della Juventus o lo 0-5 in casa contro il Napoli), soprattutto con le formazioni più blasonate e detenendo per buona parte della stagione il record di peggior difesa europea.

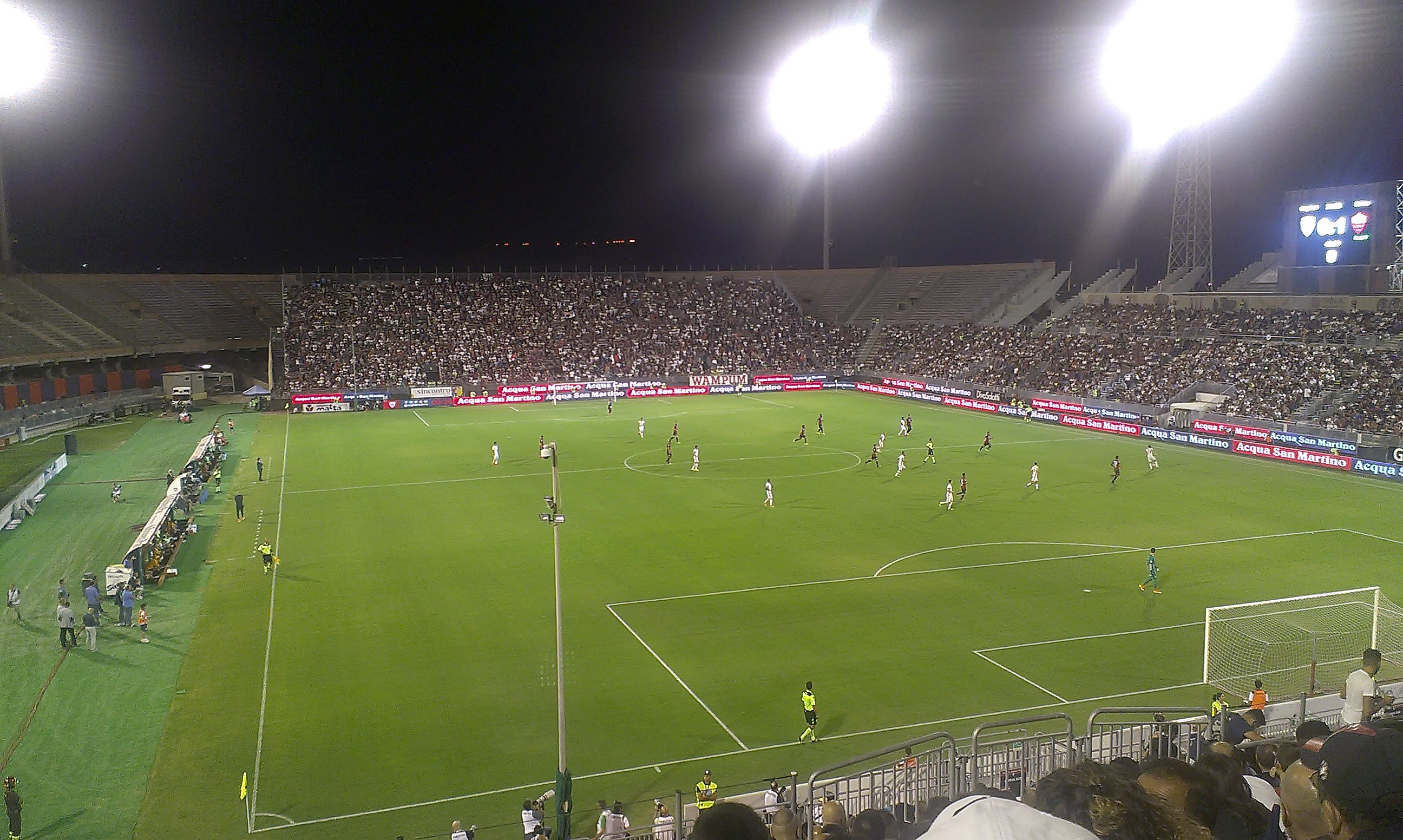
Cagliari-Roma, seconda giornata del campionato di Serie A 2016-2017 allo Stadio Sant'Elia.

 Tuttavia, allo Stadio San Siro di Milano, sconfigge l'Inter del neo-tecnico dei nerazzurri Frank De Boer in rimonta per 2-1, vittoria che mancava da due anni dopo l'1-4 della stagione 2014-2015.
Il girone di ritorno si apre con un successo ai danni del Genoa, che trova prima il vantaggio con il Cholito Giovanni Simeone per poi subire la rimonta da parte dei sardi. Una delle partite più emozionanti è stata quella raggiunta contro il Sassuolo poiché, dopo essere passata in vantaggio ed essersi fatta superare dagli emiliani per 1-3, la squadra ha trovato i tre gol della vittoria definitiva per 4-3. In seguito a vittorie pesanti contro squadre come Palermo (3-1 al Renzo Barbera, prima doppietta per Ionita), Crotone (2-1, così come nella gara di andata) e Chievo Verona (4-0, con a segno due volte João Pedro e successo con maggior scarto di reti della stagione), il 30 aprile 2017, con l'1-0 raccolto ai danni del Pescara, ormai ultimo in classifica con 14 punti e già retrocesso in Serie B, si aggiudica la matematica salvezza dalla retrocessione.
Il 28 maggio il Cagliari gioca la sua ultima partita allo Stadio Sant'Elia contro il Milan, battuto per 2-1 grazie alle reti di João Pedro e il primo gol in Serie A di Fabio Pisacane. Chiude il suo campionato all'11º posto con 47 punti raccolti.

## Divise e sponsor
Lo sponsor tecnico, dopo cinque anni, torna a essere Macron, Il main sponsor è ISOLA Artigianato di Sardegna, il secondo sponsor di maglia è Birra Ichnusa. Sul retromaglia, Eva Arredamenti sarà lo sponsor per il campionato di Serie A, mentre Azimut investimenti comparirà in occasione delle gare di Coppa Italia.
La prima maglia è a quarti rossoblu, colletto a polo, pantaloncini blu e calzettoni blu con bordi rossi.
La seconda maglia è bianca con inserti e banda rossoblu, pantaloncini e calzettoni bianchi.
La terza maglia è verde con inserti rossoblu.
Una delle maglie, blu con una parte superiore formata da due strisce orizzontali, una bianca e una rossa, originariamente presentata come maglia per i portieri, fu utilizzata nel match di andata allo Juventus Stadium contro la Juventus. In occasione del quarantasettesimo anniversario dello scudetto rossoblù del 1969-70, nella trentunesima giornata in occasione del match casalingo contro il Torino, è stata sfoggiata una riproduzione fedele di tale annata, sia per quanto riguarda i giocatori di movimento che per i portieri.
| Casa | Trasferta | Terza divisa | Quarta divisa | Scudetto 1969-70 | Portiere 1969-70 |

## Organigramma societario
Area direttiva
- Presidente: Tommaso Giulini
- Vicepresidente: Stefano Filucchi

Area organizzativa
- Segretario generale sportivo: Matteo Stagno
- Team manager: Alessandro Steri

Area tecnica
- Direttore sportivo: Stefano Capozucca
- Responsabile settore giovanile: Mario Beretta
- Allenatore: Massimo Rastelli
- Allenatore in seconda: Dario Rossi, da gennaio Nicola Legrottaglie
- Collaboratori tecnici: Dario Rossi e Marco Cossu
- Allenatore dei portieri: David Dei
- Preparatori atletici: Fabio Esposito e Gianfranco Ibba

Area sanitaria
- Responsabile: Marco Scorcu
- Medico prima squadra: Roberto Mura
- Fisioterapisti: Francesco Todde, Salvatore Congiu e Simone Ruggiu

## Rosa
Rosa e numerazione sono aggiornate al 1º febbraio 2017.
| N. |                       | Ruolo | Calciatore                 |
| -- | --------------------- | ----- | -------------------------- |
| 1  | Brasile (bandiera)    | P     | Rafael                     |
| 2  | Portogallo (bandiera) | D     | Bruno Alves                |
| 3  | Cile (bandiera)       | C     | Mauricio Isla              |
| 4  | Italia (bandiera)     | C     | Daniele Dessena (capitano) |
| 8  | Italia (bandiera)     | C     | Davide Di Gennaro          |
| 9  | Italia (bandiera)     | A     | Federico Melchiorri        |
| 10 | Brasile (bandiera)    | C     | João Pedro                 |
| 12 | Belgio (bandiera)     | D     | Senna Miangue              |
| 13 | Italia (bandiera)     | P     | Roberto Colombo            |
| 15 | Portogallo (bandiera) | D     | Vasco Oliveira             |
| 16 | Italia (bandiera)     | C     | Paolo Faragò               |
| 16 | Italia (bandiera)     | C     | Gianni Munari              |
| 17 | Brasile (bandiera)    | A     | Diego Farias               |
| 18 | Italia (bandiera)     | C     | Nicolò Barella             |
| 19 | Italia (bandiera)     | D     | Fabio Pisacane             |
| 20 | Italia (bandiera)     | C     | Simone Padoin              |
| 21 | Moldavia (bandiera)   | C     | Artur Ioniță               |
| 22 | Italia (bandiera)     | A     | Marco Borriello            |
| 23 | Italia (bandiera)     | D     | Luca Ceppitelli            |

| N. |                           | Ruolo | Calciatore            |
| -- | ------------------------- | ----- | --------------------- |
| 24 | Italia (bandiera)         | D     | Marco Capuano         |
| 25 | Italia (bandiera)         | A     | Marco Sau             |
| 26 | Italia (bandiera)         | D     | Luca Bittante         |
| 26 | Italia (bandiera)         | P     | Luca Crosta           |
| 27 | Ucraina (bandiera)        | D     | Ilya Bryukhov         |
| 28 | Brasile (bandiera)        | P     | Gabriel               |
| 29 | Italia (bandiera)         | D     | Nicola Murru          |
| 30 | Italia (bandiera)         | P     | Marco Storari         |
| 30 | Italia (bandiera)         | C     | Alessandro Deiola     |
| 32 | Corea del Nord (bandiera) | A     | Han Kwang-Song        |
| 32 | Italia (bandiera)         | A     | Niccolò Giannetti     |
| 32 | Colombia (bandiera)       | A     | Víctor Ibarbo         |
| 33 | Croazia (bandiera)        | C     | Marko Pajač           |
| 33 | Italia (bandiera)         | C     | Roberto Biancu        |
| 34 | Brasile (bandiera)        | C     | Matias Antonini Lui   |
| 35 | Polonia (bandiera)        | D     | Bartosz Salamon       |
| 36 | Italia (bandiera)         | D     | Andrea Mastino        |
| 38 | Italia (bandiera)         | A     | Federico Serra        |
| 77 | Grecia (bandiera)         | C     | Panagiōtīs Tachtsidīs |

## Calciomercato

### Sessione estiva(dal 1º/7 al 31/8)
| Acquisti         | Acquisti              | Acquisti        | Acquisti                         |
| R.               | Nome                  | da              | Modalità                         |
| ---------------- | --------------------- | --------------- | -------------------------------- |
| P                | Rafael                | Verona          | definitivo                       |
| D                | Bruno Alves           |                 | svincolato                       |
| D                | Luca Bittante         | Empoli          | prestito con diritto di riscatto |
| C                | Nicolò Barella        | Como            | fine prestito                    |
| C                | Artur Ioniță          | Verona          | definitivo (4,5 milioni €)       |
| C                | Mauricio Isla         | Juventus        | definitivo (4 milioni €)         |
| C                | Simone Padoin         | Juventus        | definitivo (0,6 mln €)           |
| C                | Panagiōtīs Tachtsidīs | Torino          | prestito                         |
| A                | Marco Borriello       |                 | svincolato                       |
| Altre operazioni |                       |                 |                                  |
| R.               | Nome                  | da              | Modalità                         |
| P                | Werther Carboni       | Olbia           | fine prestito                    |
| P                | Simone Colombi        | Carpi           | fine prestito                    |
| P                | Alessio Cragno        | Virtus Lanciano | fine prestito                    |
| D                | Simone Benedetti      | Virtus Entella  | fine prestito                    |
| D                | Dario Del Fabro       | Ascoli          | fine prestito                    |
| C                | Marko Pajač           | Celje           | definitivo                       |
| A                | Alessandro Capello    | Prato           | fine prestito                    |
| A                | Duje Čop              | Malaga          | fine prestito                    |
| A                | Víctor Ibarbo         | Roma            | fine prestito                    |

| Cessioni         | Cessioni            | Cessioni       | Cessioni                                                            |
| R.               | Nome                | a              | Modalità                                                            |
| ---------------- | ------------------- | -------------- | ------------------------------------------------------------------- |
| D                | Antonio Balzano     | Cesena         | prestito con obbligo di riscatto (in caso di promozione in Serie A) |
| D                | Antonio Barreca     | Torino         | definitivo (controriscatto)                                         |
| D                | Luka Krajnc         | Sampdoria      | prestito con diritto di riscatto                                    |
| C                | Antonio Cinelli     |                | fine contratto                                                      |
| C                | Santiago Colombatto | Pisa           | prestito                                                            |
| C                | Alessandro Deiola   | Spezia         | prestito con diritto di riscatto e contro riscatto                  |
| C                | Marco Fossati       | Verona         | prestito con obbligo di riscatto (in caso di promozione in Serie A) |
| C                | Andrés Tello        | Juventus       | fine prestito                                                       |
| A                | Alberto Cerri       | Juventus       | fine prestito                                                       |
| Altre operazioni |                     |                |                                                                     |
| R.               | Nome                | a              | Modalità                                                            |
| P                | Werther Carboni     | Olbia          | prestito                                                            |
| P                | Simone Colombi      | Carpi          | prestito con obbligo di riscatto                                    |
| P                | Alessio Cragno      | Benevento      | prestito con diritto di riscatto e contro riscatto                  |
| D                | Simone Benedetti    | Virtus Entella | definitivo                                                          |
| D                | Dario Del Fabro     | Pisa           | prestito con diritto di riscatto e contro riscatto                  |
| C                | Marko Pajač         | Benevento      | prestito                                                            |
| A                | Alessandro Capello  | Olbia          | prestito                                                            |
| A                | Duje Čop            | Sporting Gijón | prestito                                                            |
| A                | Víctor Ibarbo       | Panathīnaïkos  | prestito con diritto di riscatto                                    |

### Sessione invernale(dal 3/1 al 31/1)
| Acquisti         | Acquisti          | Acquisti      | Acquisti                                          |
| R.               | Nome              | da            | Modalità                                          |
| ---------------- | ----------------- | ------------- | ------------------------------------------------- |
| P                | Gabriel           | Milan         | prestito                                          |
| D                | Senna Miangue     | Inter         | prestito con diritto di riscatto e controriscatto |
| C                | Paolo Faragò      | Novara        | prestito con obbligo di riscatto                  |
| C                | Alessandro Deiola | Spezia        | fine prestito                                     |
| A                | Víctor Ibarbo     | Panathīnaïkos | fine prestito                                     |
| Altre operazioni |                   |               |                                                   |
| R.               | Nome              | da            | Modalità                                          |
| D                | Luka Krajnc       | Sampdoria     | fine prestito                                     |

| Cessioni         | Cessioni          | Cessioni  | Cessioni      |
| R.               | Nome              | a         | Modalità      |
| ---------------- | ----------------- | --------- | ------------- |
| P                | Marco Storari     | Milan     | definitivo    |
| D                | Luca Bittante     | Empoli    | fine prestito |
| C                | Gianni Munari     | Parma     | definitivo    |
| A                | Niccolò Giannetti | Spezia    | prestito      |
| Altre operazioni |                   |           |               |
| R.               | Nome              | a         | Modalità      |
| D                | Luka Krajnc       | Frosinone | prestito      |

### Operazioni esterne alle sessioni
| Acquisti | Acquisti | Acquisti | Acquisti |
| R.       | Nome     | da       | Modalità |
| -------- | -------- | -------- | -------- |

| Cessioni | Cessioni      | Cessioni   | Cessioni |
| R.       | Nome          | a          | Modalità |
| -------- | ------------- | ---------- | -------- |
| A        | Víctor Ibarbo | Sagan Tosu | prestito |

## Risultati

### Serie A

#### Girone di andata
| Arbitro: | Orsato (Schio) |

|                                  |           |               |
| Ntcham 78’ Laxalt 79’ Rigoni 88’ | Marcatori | 66’ Borriello |

| Arbitro: | Mazzoleni (Bergamo) |

|                       |           |                                 |
| Borriello 56’ Sau 87’ | Marcatori | 6’ (rig.) Perotti 46’ Strootman |

| Arbitro: | Abisso (Palermo) |

|                            |           |                 |
| Verdi 23’ Di Francesco 74’ | Marcatori | 83’ Bruno Alves |

| Arbitro: | Fabbri (Ravenna) |

|                           |           |  |
| Borriello 8’, 73’ Sau 55’ | Marcatori |  |

| Arbitro: | Mariani (Aprilia) |

|                                                             |           |  |
| Rugani 14’ Higuaín 33’ Dani Alves 39’ Ceppitelli 84’ (aut.) | Marcatori |  |

| Arbitro: | Gavillucci (Latina) |

|                               |           |                  |
| João Pedro 37’ Melchiorri 88’ | Marcatori | 86’ B. Fernandes |

| Arbitro: | Giacomelli (Trieste) |

|                           |           |              |
| Di Gennaro 38’ Padoin 56’ | Marcatori | 90+1’ Stoian |

| Arbitro: | Valeri (Roma) |

|                |           |                                      |
| João Mário 55’ | Marcatori | 71’ Melchiorri 85’ (aut.) Handanovič |

| Arbitro: | Russo (Nola) |

|                                         |           |                                             |
| Di Gennaro 2’ Capuano 61’ Borriello 77’ | Marcatori | 20’, 40’, 53’ Kalinić 26’, 31’ Bernardeschi |

| Arbitro: | Celi (Bari) |

|                                                       |           |                    |
| Keita 6’ Immobile 23’ (rig.), 28’ Felipe Anderson 79’ | Marcatori | 87’ (aut.) Wallace |

| Arbitro: | Irrati (Pistoia) |

|                  |           |                 |
| Dessena 53’, 64’ | Marcatori | 79’ Nestorovski |

| Arbitro: | Mariani (Aprilia) |

|                                                           |           |                |
| Belotti 2’, 59’ (rig.) Ljajić 11’ Benassi 38’ Baselli 51’ | Marcatori | 41’ Melchiorri |

| Arbitro: | Gavillucci (Latina) |

|           |           |  |
| Gobbi 53’ | Marcatori |  |

| Arbitro: | Pairetto (Nichelino) |

|                           |           |            |
| Farias 35’ (rig.) Sau 58’ | Marcatori | 51’ Fofana |

| Arbitro: | Doveri (Roma 1) |

|               |           |               |
| Caprari 90+2’ | Marcatori | 24’ Borriello |

| Arbitro: | Calvarese (Teramo) |

|  |           |                                                |
|  | Marcatori | 34’, 69’, 72’ Mertens 45’ Hamšík 51’ Zieliński |

| Arbitro: | Rizzoli (Bologna) |

|                     |           |  |
| Mch'edlidze 8’, 72’ | Marcatori |  |

| Arbitro: | Celi (Bari) |

|                                       |           |                                               |
| Sau 14’ Borriello 62’ Farias 73’, 76’ | Marcatori | 29’ Adjapong 33’ Pellegrini 58’ (rig.) Acerbi |

| Arbitro: | Giacomelli (Trieste) |

|           |           |  |
| Bacca 88’ | Marcatori |  |

#### Girone di ritorno
| Arbitro: | Fabbri (Ravenna) |

|                                                     |           |             |
| Borriello 40’, 60’ João Pedro 44’ Farias 64’ (rig.) | Marcatori | 28’ Simeone |

| Arbitro: | Guida (Torre Annunziata) |

|           |           |  |
| Džeko 55’ | Marcatori |  |

| Arbitro: | Pairetto (Nichelino) |

|                 |           |            |
| Borriello 90+2’ | Marcatori | 64’ Destro |

| Arbitro: | Gavillucci (Latina) |

|               |           |  |
| Gómez 4’, 16’ | Marcatori |  |

| Arbitro: | Calvarese (Teramo) |

|  |           |                  |
|  | Marcatori | 37’, 47’ Higuaín |

| Arbitro: | Massa (Imperia) |

|                  |           |         |
| Quagliarella 22’ | Marcatori | 6’ Isla |

| Arbitro: | Orsato (Schio) |

|            |           |                              |
| Stoian 10’ | Marcatori | 32’ João Pedro 69’ Borriello |

| Arbitro: | Di Bello (Brindisi) |

|               |           |                                                               |
| Borriello 42’ | Marcatori | 34’, 47’ Perišić 39’ Banega 67’ (rig.) Icardi 89’ Gagliardini |

| Arbitro: | Gavillucci (Latina) |

|               |           |  |
| Kalinić 90+2’ | Marcatori |  |

| Cagliari 19 marzo 2017, ore 15.00 CET 29ª giornata | Cagliari                 | 0 – 0 referto | Lazio | Stadio Sant'Elia (15 536 spett.)\| Arbitro: \| Guida (Torre Annunziata) \| |
| Arbitro:                                           | Guida (Torre Annunziata) |               |       |                                                                            |

| Arbitro: | Valeri (Roma) |

|              |           |                               |
| González 26’ | Marcatori | 48’, 88’ Ioniță 58’ Borriello |

| Arbitro: | Rocchi (Firenze) |

|                                |           |                                   |
| Borriello 19’ (rig.) Han 90+5’ | Marcatori | 33’ Ljajić 39’ Belotti 53’ Acquah |

| Arbitro: | Manganiello (Pinerolo) |

|                                           |           |  |
| Borriello 11’ Sau 15’ João Pedro 40’, 90’ | Marcatori |  |

| Arbitro: | Marini (Roma) |

|                        |           |               |
| Perica 70’ Angella 73’ | Marcatori | 86’ Borriello |

| Arbitro: | Minelli (Varese) |

|                       |           |  |
| João Pedro 23’ (rig.) | Marcatori |  |

| Arbitro: | Giacomelli (Trieste) |

|                             |           |              |
| Mertens 2’, 49’ Insigne 67’ | Marcatori | 90+2’ Farias |

| Arbitro: | Mariani (Aprilia) |

|                        |           |                        |
| Sau 7’ Farias 17’, 45’ | Marcatori | 79’ Zajc 84’ Maccarone |

| Arbitro: | Nasca (Bari) |

|                                                                                           |           |                    |
| Magnanelli 7’ Berardi 12’ Politano 13’ Borriello 34’ (aut.) Iemmello 56’ (rig.) Matri 90’ | Marcatori | 25’ Sau 60’ Ioniță |

| Arbitro: | Abisso (Palermo) |

|                               |           |                     |
| João Pedro 17’ Pisacane 90+3’ | Marcatori | 72’ (rig.) Lapadula |

### Coppa Italia

#### Turni preliminari
| Arbitro: | Ghersini (Genova) |

|                                      |           |               |
| Borriello 24’, 44’, 65’, 82’ Sau 40’ | Marcatori | 85’ Antenucci |

| Arbitro: | Fabbri (Ravenna) |

|                             |           |  |
| Álvarez 13’ Schick 71’, 90’ | Marcatori |  |

## Statistiche

### Statistiche di squadra
Aggiornato al 28 maggio 2017.
| Competizione | Punti | In casa | In casa | In casa | In casa | In casa | In casa | In trasferta | In trasferta | In trasferta | In trasferta | In trasferta | In trasferta | Totale | Totale | Totale | Totale | Totale | Totale | DR  |
| Competizione | Punti | G       | V       | N       | P       | Gf      | Gs      | G            | V            | N            | P            | Gf           | Gs           | G      | V      | N      | P      | Gf     | Gs     | DR  |
| ------------ | ----- | ------- | ------- | ------- | ------- | ------- | ------- | ------------ | ------------ | ------------ | ------------ | ------------ | ------------ | ------ | ------ | ------ | ------ | ------ | ------ | --- |
| Serie A      | 47    | 19      | 11      | 3       | 5       | 38      | 34      | 19           | 3            | 2            | 14           | 17           | 42           | 38     | 14     | 5      | 19     | 55     | 76     | -21 |
| Coppa Italia | -     | 1       | 1       | 0       | 0       | 5       | 1       | 1            | 0            | 0            | 1            | 0            | 3            | 2      | 1      | 0      | 1      | 5      | 4      | +1  |
| Totale       | 47    | 20      | 12      | 3       | 5       | 43      | 35      | 20           | 3            | 2            | 15           | 17           | 45           | 40     | 15     | 5      | 20     | 60     | 80     | -20 |

### Andamento in campionato
| Giornata  | 1  | 2  | 3  | 4  | 5  | 6  | 7  | 8 | 9  | 10 | 11 | 12 | 13 | 14 | 15 | 16 | 17 | 18 | 19 | 20 | 21 | 22 | 23 | 24 | 25 | 26 | 27 | 28 | 29 | 30 | 31 | 32 | 33 | 34 | 35 | 36 | 37 | 38 |
| --------- | -- | -- | -- | -- | -- | -- | -- | - | -- | -- | -- | -- | -- | -- | -- | -- | -- | -- | -- | -- | -- | -- | -- | -- | -- | -- | -- | -- | -- | -- | -- | -- | -- | -- | -- | -- | -- | -- |
| Luogo     | T  | C  | T  | C  | T  | C  | C  | T | C  | T  | C  | T  | T  | C  | T  | C  | T  | C  | T  | C  | T  | C  | T  | C  | T  | T  | C  | T  | C  | T  | C  | C  | T  | C  | T  | C  | T  | C  |
| Risultato | P  | N  | P  | V  | P  | V  | V  | V | P  | P  | V  | P  | P  | V  | N  | P  | P  | V  | P  | V  | P  | N  | P  | P  | N  | V  | P  | P  | N  | V  | P  | V  | P  | V  | P  | V  | P  | V  |
| Posizione | 18 | 16 | 18 | 15 | 17 | 13 | 10 | 8 | 10 | 15 | 9  | 11 | 14 | 12 | 12 | 14 | 15 | 14 | 14 | 10 | 11 | 14 | 15 | 15 | 14 | 12 | 13 | 15 | 14 | 13 | 13 | 13 | 12 | 12 | 13 | 12 | 13 | 11 |

Fonte:  Serie A – Classifiche, su sport.sky.it, Sky Sport. URL consultato il 22 agosto 2016 (archiviato dall'url originale l'11 settembre 2014).
Legenda:

Luogo: C = Casa; T = Trasferta. Risultato: V = Vittoria; N = Pareggio; P = Sconfitta.

### Statistiche dei giocatori
Sono in corsivo i calciatori che hanno lasciato la società a stagione in corso.
| Giocatore       | Serie A  | Serie A | Serie A     | Serie A    | Coppa Italia | Coppa Italia | Coppa Italia | Coppa Italia | Totale   | Totale | Totale      | Totale     |
| Giocatore       | Presenze | Reti    | Ammonizioni | Espulsioni | Presenze     | Reti         | Ammonizioni  | Espulsioni   | Presenze | Reti   | Ammonizioni | Espulsioni |
| --------------- | -------- | ------- | ----------- | ---------- | ------------ | ------------ | ------------ | ------------ | -------- | ------ | ----------- | ---------- |
| M. Antonini Lui | 0        | 0       | 0           | 0          | 1            | 0            | 0            | 0            | 1        | 0      | 0           | 0          |
| N. Barella      | 28       | 0       | 9           | 1          | 2            | 0            | 0            | 0            | 30       | 0      | 9           | 1          |
| R. Biancu       | 1        | 0       | 0           | 0          | 1            | 0            | 0            | 0            | 2        | 0      | 0           | 0          |
| L. Bittante     | 5        | 0       | 3           | 0          | 0            | 0            | 0            | 0            | 5        | 0      | 3           | 0          |
| M. Borriello    | 36       | 16      | 4           | 0          | 1            | 4            | 0            | 0            | 37       | 20     | 4           | 0          |
| I. Brjuchov     | 0        | 0       | 0           | 0          | 1            | 0            | 0            | 0            | 1        | 0      | 0           | 0          |
| Bruno Alves     | 36       | 1       | 5           | 1          | 1            | 0            | 0            | 0            | 37       | 1      | 5           | 1          |
| M. Capuano      | 12       | 1       | 0           | 1          | 1            | 0            | 0            | 0            | 13       | 1      | 0           | 1          |
| L. Ceppitelli   | 19       | 0       | 5           | 0          | 1            | 0            | 0            | 0            | 20       | 0      | 5           | 0          |
| R. Colombo      | 1        | 0       | 0           | 0          | 0            | 0            | 0            | 0            | 1        | 0      | 0           | 0          |
| L. Crosta       | 1        | -1      | 0           | 0          | 0            | 0            | 0            | 0            | 1        | -1     | 0           | 0          |
| A. Deiola       | 5        | 0       | 2           | 0          | 1            | 0            | 0            | 0            | 6        | 0      | 2           | 0          |
| D. Dessena      | 18       | 2       | 4           | 1          | 1            | 0            | 0            | 0            | 19       | 2      | 4           | 1          |
| D. Di Gennaro   | 20       | 2       | 4           | 1          | 2            | 0            | 0            | 0            | 22       | 2      | 4           | 1          |
| P. Faragò       | 9        | 0       | 1           | 0          | 0            | 0            | 0            | 0            | 9        | 0      | 1           | 0          |
| D. Farias       | 20       | 7       | 4           | 0          | 0            | 0            | 0            | 0            | 20       | 7      | 4           | 0          |
| Gabriel         | 3        | -7      | 1           | 0          | 0            | 0            | 0            | 0            | 3        | -7     | 1           | 0          |
| N. Giannetti    | 11       | 0       | 0           | 0          | 1            | 0            | 0            | 0            | 12       | 0      | 0           | 0          |
| Han             | 5        | 1       | 0           | 0          | 0            | 0            | 0            | 0            | 5        | 1      | 0           | 0          |
| V. Ibarbo       | 3        | 0       | 0           | 0          | 0            | 0            | 0            | 0            | 3        | 0      | 0           | 0          |
| A. Ioniță       | 18       | 3       | 5           | 0          | 1            | 0            | 0            | 0            | 19       | 3      | 5           | 0          |
| M. Isla         | 34       | 1       | 10          | 0          | 1            | 0            | 0            | 0            | 35       | 1      | 10          | 0          |
| João Pedro      | 22       | 7       | 4           | 1          | 0            | 0            | 0            | 0            | 22       | 7      | 4           | 1          |
| A. Mastino      | 0        | 0       | 0           | 0          | 1            | 0            | 0            | 0            | 1        | 0      | 0           | 0          |
| F. Melchiorri   | 10       | 3       | 1           | 0          | 1            | 0            | 1            | 0            | 11       | 3      | 2           | 0          |
| S. Miangue      | 4        | 0       | 1           | 0          | 0            | 0            | 0            | 0            | 4        | 0      | 1           | 0          |
| G. Munari       | 11       | 0       | 5           | 0          | 1            | 0            | 0            | 0            | 12       | 0      | 5           | 0          |
| N. Murru        | 26       | 0       | 3           | 0          | 1            | 0            | 0            | 0            | 27       | 0      | 3           | 0          |
| V. Oliveira     | 0        | 0       | 0           | 0          | 1            | 0            | 0            | 0            | 1        | 0      | 0           | 0          |
| S. Padoin       | 31       | 1       | 6           | 0          | 1            | 0            | 0            | 0            | 32       | 1      | 6           | 0          |
| M. Pajač        | 1        | 0       | 0           | 0          | 0            | 0            | 0            | 0            | 1        | 0      | 0           | 0          |
| F. Pisacane     | 29       | 1       | 7           | 0          | 0            | 0            | 0            | 0            | 29       | 1      | 7           | 0          |
| Rafael          | 21       | -32     | 0           | 0          | 1            | -3           | 0            | 0            | 22       | -35    | 0           | 0          |
| B. Salamon      | 15       | 0       | 1           | 0          | 2            | 0            | 0            | 0            | 17       | 0      | 1           | 0          |
| M. Sau          | 34       | 7       | 5           | 0          | 1            | 1            | 0            | 0            | 35       | 8      | 5           | 0          |
| F. Serra        | 1        | 0       | 0           | 0          | 1            | 0            | 0            | 0            | 2        | 0      | 0           | 0          |
| M. Storari      | 15       | -36     | 1           | 1          | 1            | -1           | 0            | 0            | 16       | -37    | 1           | 1          |
| P. Tachtsidis   | 26       | 0       | 5           | 0          | 0            | 0            | 0            | 0            | 26       | 0      | 5           | 0          |